# 扶郿战役
扶郿戰役，是第二次国共内战期间（1949年6月至7月間），中国共产党领导的中国人民解放军與中華民國國軍胡宗南部、马鸿逵、馬家軍之間的一場戰役。

## 背景与部署
每年的6月下旬至7月上旬是关中平原的麦收季。陕中战役结束后，胡宗南和马步芳、马鸿逵各自向后收缩兵力，改取守势。
- 胡宗南部由西安绥靖公署副主任、宝鸡指挥所主任兼第5兵团司令官裴昌会、绥署副参谋长谢齐家统一指挥。共计1个兵团部、4个军、10个步兵师、2个骑兵团、1个重炮营、1个战车营、1个装甲车队，共计10万人马。
  - 渭河北岸，部署在武功和漆水河以西：
    - 第六十五军
    - 第三十八军主力集结在扶风以南、渭河以北的陇海铁路两侧。
    - 第一一九军在武功、扶风一线，地处渭河以北集团的最北侧。

  - 渭河南岸：
    - 第九十军部署周至以西之哑柏镇、横曲镇地区。军长陈干才。
      - 第61师（师长陈华）在周至县青化镇地区配置第一线阵地；
      - 第七十六军第24师（师长张汝弼）配置给第90军，在眉县城郊配置预备阵地，并加强有第53师炮兵营。
      - 第53师（师长袁致中）为军预备队，驻槐芽镇以东地区。

    - 第三十六军（欠第123师）撤至眉县

  - 第一军：撤至宝鸡。第57军第214师残部驻宝鸡。
  - 秦岭北坡各山口：
    - 第十七军控制西安南郊各山口
    - 第三十六军第123师控制周至县以南黑河一带
- 马继援的陇东兵团除以第八十二军、第一二九军骑兵部队活动于永寿以东及泾河两岸地区外，主力撤至长武、彬县地区。
- 宁夏兵团的第十一军、第一二八军集结在彬县、永寿线及其西侧地区。

6月下旬第一野战军司令员彭德怀部署「先钳马打胡，后钳胡打马」的方针，以1个兵团牵制“二马”集团主力，另以3個兵团歼灭位于扶风的胡宗南。1949年6月27日，彭德怀、张宗逊、赵寿山向第一野战军下达了扶眉战役预先号令：“野战军主力决乘敌移动，首先歼灭胡匪于武功、宝鸡，周至、眉县地区”。
7月1日，第一野战军司令部、政治部向全军发出了《关于消灭胡马匪军的战役指示》及“奋勇前进，全歼胡马匪军“的战斗动员令。彭德怀强调：“最关键的是第2兵团，你们要隐蔽开进，路上如遇小股敌人不要纠缠，突然插入敌后，直逼渭河。在占领青化镇、益店镇后即向罗局镇、眉县车站进攻，抢占蔡家坡，切断陇海路，阻击敌人向宝鸡撤退。”
7月6日，第一野战军前委在咸阳第18兵团司令部召开了有各军军长、政委参加的前委第七次扩大会议。

## 战役经过
7月10日，第19兵团及骑兵第2师进至乾县、礼泉以北高地构筑工事，以一部逼近青马宁马所部形成进攻之势。青马马继援部在永寿、崔木镇派出小股骑兵侦察袭扰，被第19兵团大部歼灭。马继援遂不再妄动。
13日拂晓，第1军与渭河北岸第18兵团等部队胜利会师，随即向宝鸡攻击前进。第2军沿渭河以南向西追击，在马营镇围歼敌第53师一部，14日又攻占了宝鸡以南的益门镇。14日3时，第3军攻克凤翔、第4军进攻宝鸡。宝鸡守军象征性抵抗不到1小时，便南逃大散关，进入秦岭山中。第119军军长王治岐带几十个人逃向天水。
胡宗南所部第36军、第39军退至秦嶺及其以南地區，7月14日，解放軍攻占蔡家坡、岐山、凤翔、宝鸡和益门等城镇。

## 结果与影响
解放军採取了鉗馬打胡的戰略，經過4天作戰，殲滅國軍4個軍4萬餘人，由此控制了关中西部地區。解放军阵亡3,000多人。
青马、宁马部队撤退至平凉。胡宗南残部撤入汉中并开始撤往四川。二者失去了战略协同。扶郿戰役為解放軍进攻蘭州提供良好的條件。
扶眉战役从7月10日开始到14日结束，仅5天时间，第一野战军歼灭胡宗南部1个兵团部（第18兵团），3个军部（第38军、第65军、第119军）、8个整师（第24师、第55师、第160师、第177师、第187师、第191帅、第244师、第247帅）另3个整团（第61师181、第182团，第12师第34、第35团），共4.4万余人。其中，毙伤敌1.3万余人，俘敌3.1万余人，缴获骡马2,401匹，各种炮290余门，机枪1,160挺，长短枪9,000余支，汽车6辆，电台26部，收复与解放了武功、眉县、扶风、岐山、凤翔、永寿、麟游、宝鸡、千阳等9座县城，控制了秦岭以北广大地区。第一野战军伤亡失踪4,500余人。
国军统计扶郿战役损失：
- 第38军军部、第55师全部、第177师第530团及第531团1个营被全歼；第55师师长曹维汉、副师长石涤非、177师师长刘孟廉、团长王今生、唐成荃均负伤，团长王立志被击毙。全军事后共收容官兵不过6,000余人。
- 第65军除第160师的1个团外，其余被全歼；第18兵团司令官兼第65军军长李振和1个团长负伤，2个团长被击毙，全军事后共收容官兵不过2,000余人。
- 第90军第61师、第24师各1团被全歼，全军共伤亡6,000余人。
- 第119军第244、247、191师被全歼。参谋长郭宝贤被俘，191师师长廖凤运下落不明，全军事后共收容官兵不过4,000余人。

总计参加扶眉战役的1个兵团部、4个军、10个师、2个独立骑兵团，共约10万余人，结果只剩下残兵败将不过2万余人。
第四军共歼敌5,538人，其中俘虏3,178人。罗局镇一战，第四军也付出了伤亡2,000余人的代价。第10师师长刘懋功全身多处负伤。彭德怀表扬：“四军这次打得好，这次立了大功。一年以前在西府战役中，四纵队打得不好。那时部队组建不久，缺乏大兵团的作战经验。这回有很大进步，这就是从战争学习战役嘛。部队虽然伤亡大一些，但打出来了一个好的战斗作风。”彭德怀特意看望了第10师第30团，称赞打得好，并表示要尽快给该团补充兵员。战后第30团被一野司令部授予“罗局战斗英雄团”光荣称号，该团3营被授予“罗局战斗英雄营”称号，并授予“英雄善战”锦旗；第29团2营也被授予“罗局战斗英雄营”称号并获“守如泰山”锦旗一面。此外，第28团5连、第29团5连、第30团的3、4、7连均被授予罗局战斗“英雄连”。第30团伤亡800余人；战后补充了1,000多名俘虏，占全团兵力一半多。
第四军第11师第32团一连被第一野战军授予“分割穿插敌纵深英雄连”荣誉称号，同时被第四军授予“吃得苦打得硬罗局镇战斗英雄连”荣誉称号，连指导员马宜生荣立特等功。
1949年7月29日，解放军第一军第一师合击陇县系部队固关镇，激战11小时，歼守军青马骑兵十四旅3000多人，俘虏副旅长马福旺以下官兵500多人，缴获200余匹战马，旅长马成贤左臂被炮弹炸断。打开了进军甘肃的道路。